# Mali Ajún
Mali Ajún (del ruso: Малый Ахун) es un microdistrito perteneciente al distrito de Josta de la unidad municipal de la ciudad-balneario de Sochi del krai de Krasnodar del sur de Rusia. Tiene alrededor de 3 000 habitantes.
Está situado al este de la desembocadura del río Agura en la orilla nordeste del mar Negro, al sureste de la zona histórica de Sochi. Se halla sobre la ladera meridional del monte Mali Ajún y ocupa en parte el valle del pequeño arroyo Sutuguinskaya. Su principal arteria es el "Camino al Bolshói Ajún" o Doroga na Bolshói Ajún.

## Historia
Su nombre, y el de la montaña sobre la que está, derivan del título religioso turcófono ajund. En 1935 se construyó aquí el campo de trabajo Ajunski.

## Lugares de interés
En el microdistrito se halla el hotel y centro turístico Sputnik, construido en 1960, y que da nombre a la playa de la localidad. Remontando el valle del Agura se hallan unas pintorescas cascadas. La Isla Federación (Ostrov Federatsia), un proyecto para la construcción de unas islas artificiales en el litoral, se situará frente a Mali Ajún.